# Klasea

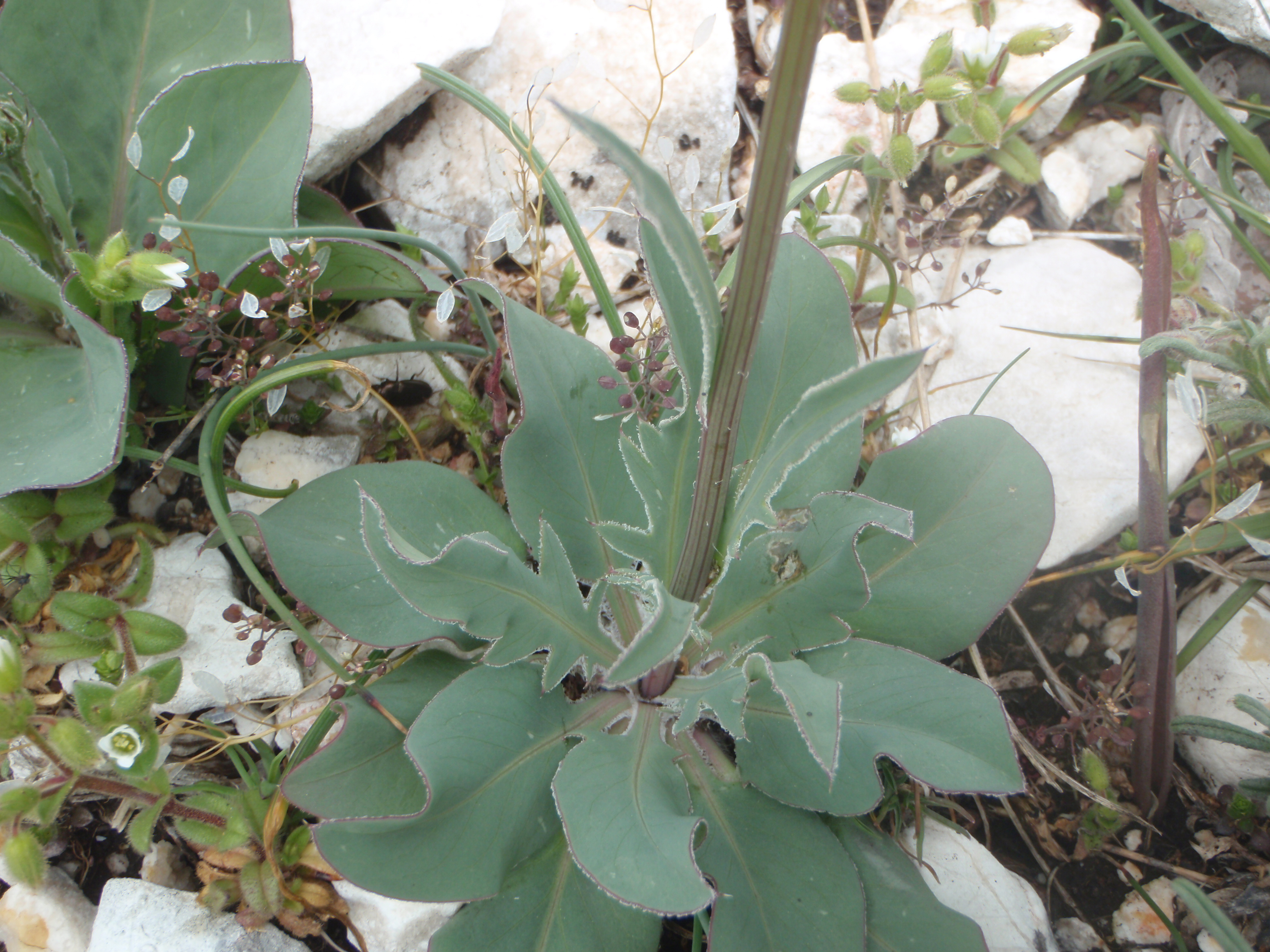
Un ejemplo de rosta basal de hojas, con las del centro pinnatilobuladas

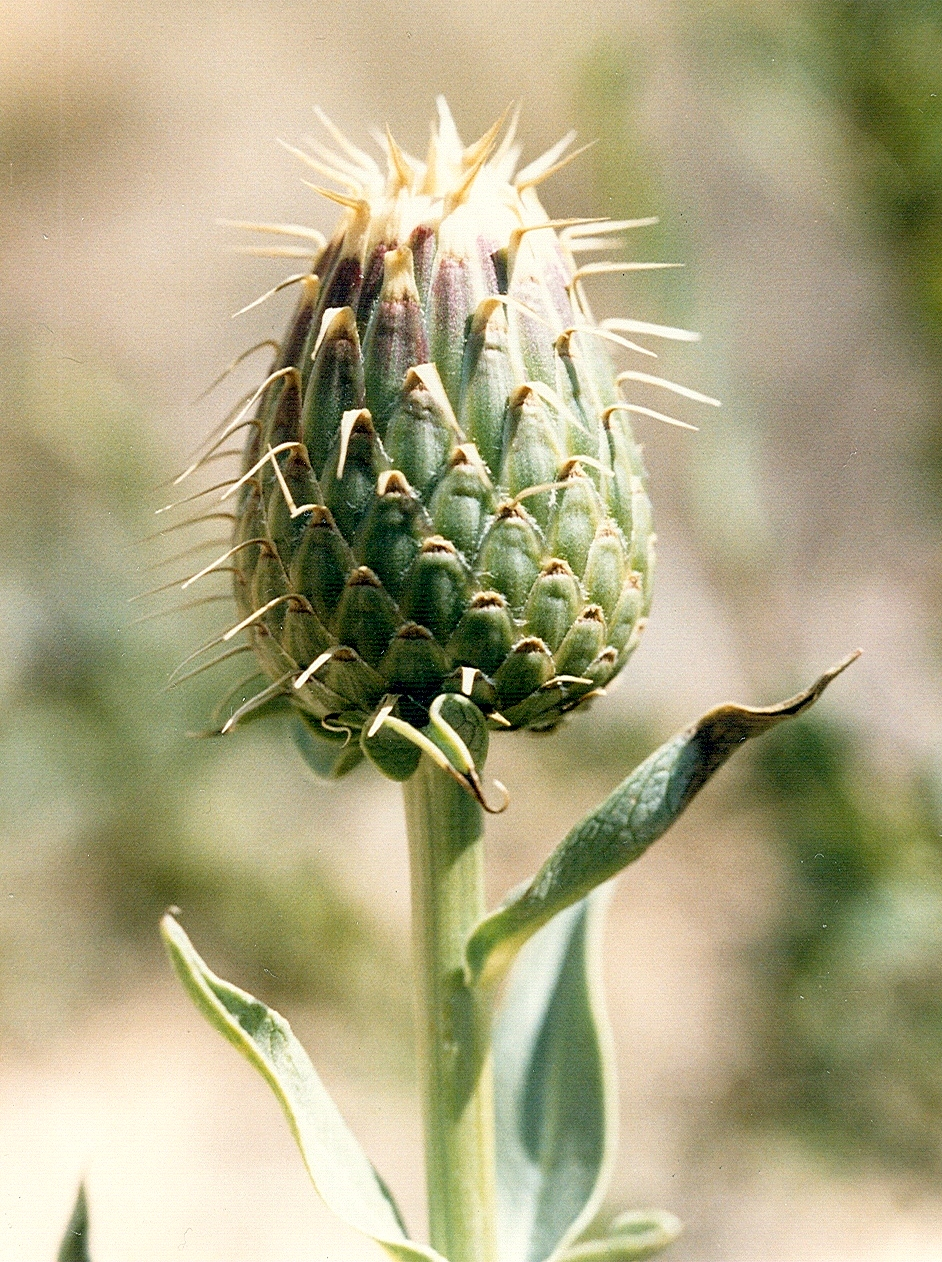
Klasea flavescens: Capítulo en preantesis.

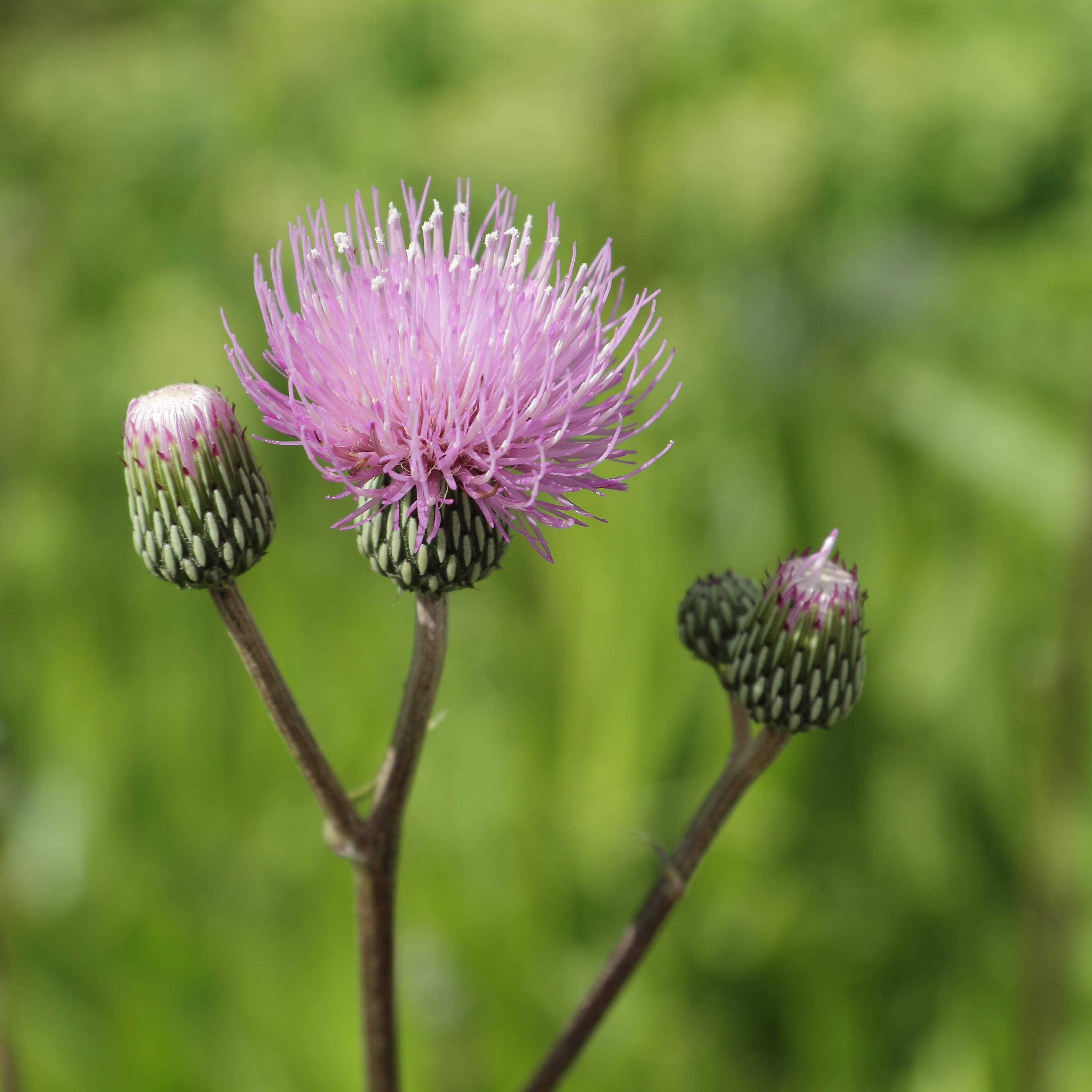
Otro ejemplo del género: Klasea pinnatifida

Klasea es un género de plantas con flores perteneciente a la familia Asteraceae. Comprende casi 160 taxones específicos descritos, y de estos solo unos 45 aceptados, con la mayoría anteriormente clasificados en el género Serratula, género del cual difiere radicalmente en muchos aspectos morfológicos y citológicos. Pero, a pesar de dichas diferencias, hay autores que siguen incluyendo los dos géneros en Serratula s.l..

## Descripción
Son plantas herbáceas perennes, rizomatosas, inermes, glabrescentes o peludas, acaule o con tallos surcados no alados, generalmente simples y unicapitulados. Tienen hojas basales en roseta, usualmente pecioladas, y el resto sésiles o subsésiles, con margen entero, dentado o serrado. Los capítulos son terminales y solitarios con un involucro de 15-30 por 10-20 mm, ovoide, con brácteas coriáceas, imbricadas, en 4-10 series; las exteriores y medias con apéndice apical triangular u ovado, más o menos erecto-patente, decurrente, o bien atenuadas en una espina o en un apéndice espiniforme más o menos erecto-patente e incluso reflejo, pungente, y las internas con ápice coriáceo inerme. El receptáculo es plano o plano-convexo, ligeramente alveolado y densamente cubierto de pelos blancos. Los flósculos son hermafroditas, más largos que el involucro, con la corola tubulosa, pentámera, más o menos zigomorfa, glabra, rosada, purpúrea, violeta, amarilla, o blanquecina, con 5 lóbulos algo desiguales, uno de ellos con los senos más profundos que el resto. El estilo liso, con 2 ramas erecto-patentes en su extremo limitadas por un anillo de pelos colectores cortos, está rodeado en la base por un nectario, persistente en el fruto. Las cipselas, homomorfas, son de fusiformes a obovoideas, algo comprimidas o más o menos tetrangulares, glabras y con costillas longitudinales más o menos marcadas. La placa apical tiene borde entero o crenado y el hilo cárpico es lateral a subbasal, sin eleosoma y el vilano es simple, blanquecino, persistente, con varias filas de pelos escábridos o barbelado-plumosos, los internos más largos que los externos.

## Distribución
El género abarca desde la península ibérica, Europa continental y el norte de África hasta Asia occidental y central (Himalaya), el oriente de Rusia y China. El área ancestral está en el oeste de Asia, muy probablemente en el este de Anatolia y el norte y el oeste de Irán.

## Taxonomía
El género fue descrito por Alexandre Henri Gabriel de Cassini y publicado en Dictionnaire des Sciences Naturelles [2.ª ed.], t. 35, p. 173, 1825 y t. 41, p. 321, 1862.
Etimología
- Klasea: en memoria de Lars Magnus Klase (1722-1766), médico sueco, discípulo de Linneo.

Subdivisiones
Una clasificación del género en 10 secciones, basadas en datos del ADN ribosomal nuclear, ha sido propuesta:
- Klasea sect. Coriaceae L.Martins
- Klasea sect. Demetria (Boriss.) L.Martins (por ejemplo K. flavescens, algarbiensis, baetica, pinnatifida, legionensis, integrifolia, todas presentes en la península ibérica[5])
- Klasea sect. Grandifoliae L.Martins
- Klasea sect. Klasea (DC.) L.Martins (por ejemplo K. nudicaulis, presente en la península ibérica[5])
- Klasea sect. Lasiocephalae L.Martins
- Klasea sect. Leuzeopsis (Boriss.) L.Martins
- Klasea sect. Melanolepis L.Martins
- Klasea sect. Nikitinia (Iljin) L.Martins
- Klasea sect. Quinquefoliae L.Martins
- Klasea sect. Schumeria (Iljin) L.Martins

Citología:
El número básico de cromosomas es x=15. Esta característica es una de las numerosas razones para separar los géneros Klasea y Serratula, este último con un número básico x=11.

## Taxones aceptados
- Klasea algarbiensis (Cantó) Cantó
- Klasea alcalae (Coss.) J.Holub
- Klasea aznavouriana (Bornm.) Greuter & Wagenitz
- Klasea baetica (Boiss. ex DC.) Holub
- Klasea bornmuelleri (Azn.) Greuter & Wagenitz
- Klasea bulgarica (Acht. & Stoj.) J.Holub
- Klasea cardunculus (Pall.) Holub
- Klasea caucasica (Boiss.) Greuter
- Klasea cerinthifolia (Sm.) Greuter & Wagenitz
- Klasea chartacea (C.Winkl.) L.Martins
- Klasea coriacea Holub
- Klasea cretica (Turrill) J.Holub
- Klasea dissecta (Ledeb.) L.Martins
- Klasea erucifolia (L.) Greuter & Wagenitz
- Klasea dissecta (Ledeb.) L.Martins
- Klasea flavescens (L.) Holub
- Klasea gracillima (Rech.f.) L.Martins
- Klasea grandifolia (P.H.Davis) Greuter & Wagenitz
- Klasea hakkiarica (P.H.Davis) Greuter & Wagenitz
- Klasea hastifolia (Korovin & Kult. ex Iljin) L.Martins
- Klasea haussknechtii (Boiss.) Holub
- Klasea integrifolia (Vahl) Greuter
- Klasea kotschyi (Boiss.) Greuter & Wagenitz
- Klasea kurdica (Post) Greuter & Wagenitz
- Klasea lasiocephala (Bornm.) Greuter & Wagenitz
- Klasea latifolia (Boiss.) L.Martins
- Klasea legionensis (Lacaita) J.Holub
- Klasea leptoclada (Bomm. & Sint.) L.Martins
- Klasea lycopifolia (Vill.) Á.Löve & D.Löve
- Klasea lyratifolia (Schrenk.) L.M artins
- Klasea marginata (Tausch) Kitag.
- Klasea mouterdei (Arènes) Greuter & Wagenitz
- Klasea nudicaulis (L.) Fourr.
- Klasea oligocephala (DC.) Greuter & Wagenitz
- Klasea pinnatifida (Cav.) Talavera
- Klasea procumbens (Regel) Holub
- Klasea pusilla (Labill.) Greuter & Wagenitz
- Klasea quinquefolia (Willd.) Greuter & Wagenitz
- Klasea radiata (Waldst. & Kit.) Á.Löve & D.Löve
- Klasea serratuloides (DC.) Greuter & Wagenitz
- Klasea sogdiana (Bunge) L.Martins
- Klasea suffruticulosa (Schrenk) L.Martins
- Klasea suffulta (Rech.f.) L.Martins
- Klasea viciifolia (Boiss. & Hausskn.) L.Martins[2][11][3][4][1][5]

Híbridos
- Klasea × bogdensis L.Martins	=  Klasea erucifolia (L.) Greuter & Wagenitz × Klasea cardunculus (Pall.) Holub[4]

### Taxones específicos presentes en la península ibérica
- España: Klasea baetica, Klasea flavescens, Klasea integrifolia, Klasea legionensis, Klasea nudicaulis, Klasea pinnatifida.[12][5]
- Portugal: Klasea algarbiensis, Klasea baetica, Klasea flavescens, Klasea integrifolia.[12][5]

## Nombres comunes
- Castellano: pocas de las especies presentes en España tienen nombre vernacular propio; K. nudicaulis: jarrón, K. pinnatifida: cardo-sol, mano de viejo, serilla, serrátula.[12]